# 牛仔很忙
《牛仔很忙》是周杰伦2007年专辑我很忙的主打歌，由黄俊郎填词，是一首美国西部乡村民谣风格的歌曲，体现了周杰伦曲风上的变化 。这首歌在专辑推出后保持了一周华语歌曲排行榜首地位，并在2008年度TVB8金曲榜颁奖典礼上获得最佳音乐录音带演绎奖。

## 批评
在专辑推出后，遭到众多乐评人和歌迷批评 ，尤其是作为主打歌的牛仔很忙。乐评人批评概念先行，音乐不突出，用周杰伦擅长的R&B唱腔来演绎乡村民谣，并不是一组好的搭配。而本歌的歌词，并非方文山所写，也被指幼稚、像是小学生作文，周杰伦不适合这样的歌词，周杰伦回应称，《牛仔很忙》本来是写给小朋友的。
此外，这首歌的旋律则被质疑抄袭美国动画片《小红帽》中的配乐，一些网友则指其与《大风车》中一首儿歌的旋律开头、韩国卡通“Pororo”中一首儿歌很相似，而一些乐评人和官方工作人员则否认这一说法。

## 使用
2014年的喜剧片《采访》（Interview）在片中曾使用本曲作为影片的背景音乐，2016年上海彩虹室内合唱团的合唱曲目《张士超你到底把我家钥匙放哪里了》后段也引用了本曲副歌的旋律。2021年2月12日江苏卫视春节联欢晚会上，周深用少年音、男低音、童音、女高音四种音色表演了《牛仔很忙》。